# کولین کیلوران
کولین کیلوران (انگلیسی: Colin Killoran؛ زادهٔ ۷ آوریل ۱۹۹۲) بازیکن فوتبال اهل ژاپن است.
از باشگاه‌هایی که در آن بازی کرده‌است می‌توان به باشگاه فوتبال توکیو وردی اشاره کرد.